# Trachycalymma foliosum
Trachycalymma foliosum là một loài thực vật có hoa trong họ La bố ma. Loài này được (K.Schum.) Goyder mô tả khoa học đầu tiên năm 2001.